# Echinophyllia
Genre
Echinophyllia est un genre de scléractiniaires (coraux durs) de la famille des Lobophylliidae.

## Description etcaractéristiques
Les colonies peuvent être encroûtantes, laminaires ou foliacées. Les calices sont arrondis ou ovales, immergés à tubulaires, pas très inclinés par rapport à la surface. Les septes sont nombreux, avec des columelles bien développées. Le coenostrum est parcouru de fossettes à l'insertion des nouveaux septes. Les polypes ne sont visibles que la nuit.

## Liste des genres
Selon World Register of Marine Species (9 mars 2015) :
- Echinophyllia aspera (Ellis & Solander, 1786) — Océan indien et Mer Rouge
- Echinophyllia costata Fenner & Veron, 2000 — Indo-Pacifique central
- Echinophyllia echinata (Saville-Kent, 1871) — Indo-ouest-Pacifique
- Echinophyllia echinoporoides Veron & Pichon, 1980 — Indo-Pacifique central et Japon
- Echinophyllia orpheensis Veron & Pichon, 1980 — Indo-Pacifique central et Japon
- Echinophyllia patula (Hodgson & Ross, 1982) — Indo-Pacifique central et Japon
- Echinophyllia pectinata Veron, 2000 — Indo-Pacifique central
- Echinophyllia tarae Benzoni, 2013 — Polynésie